# شوابشتدت
شوابشتدت (به آلمانی: Schwabstedt) یک شهر در آلمان است که در نوردفرایسلند واقع شده‌است. شوابشتدت ۱٬۳۵۵ نفر جمعیت دارد.